# Agbaou
Agbaou este o comună din departamentul Akoupé, regiunea La Mé, Coasta de Fildeș.